# José Luis Federici
José Luis Federici (Viña del Mar, 1934) es un ingeniero comercial egresado de la Universidad de Chile y político chileno, que desempeñó en diferentes cargos en la administración pública, durante la dictadura militar del general Augusto Pinochet. En dicha instancia, ejerció como director de la Empresa de los Ferrocarriles del Estado (EFE), ministro Transportes y Telecomunicaciones desde abril de 1977 hasta diciembre de 1979, y ministro de Economía, Fomento y Reconstrucción desde diciembre de 1979 hasta el mismo mes de 1980.
Fue además, rector de la Universidad de Chile, designado el 21 de agosto de 1987, período en que enfrentó un movimiento estudiantil en su contra, cuando intentó implementar un «Plan de Racionalización Universitaria» (PRU). Dicho plan, inspirado en la idea del Estado Subsidiario y apoyado técnicamente en la racionalidad neoliberal, intentó transformaciones en la institucionalidad de la Universidad de Chile que implicaban reducir personal (administrativo y profesorado), vender activos, cerrar carreras, todo ello, según el discurso oficial, para mejorar su eficiencia en un contexto de mercado. Por consiguiente, el movimiento estudiantil permitió aunar fuerza de la oposición a pocos meses del plebiscito nacional de 1988 y finalmente logró su destitución de la repartición gubernamental, al mismo tiempo que desechar el PRU.

### Condecoraciones extranjeras
- Gran Cruz de la Orden de la Cruz del Sur ( Brasil, 1980).